# Ramón Hernández
Ramón José Hernández Marín (Cumaná, Sucre; 20 de mayo de 1976) es un exjugador venezolano de béisbol profesional que jugó durante 15 años para seis equipos diferentes de las Grandes Ligas de Béisbol. Se desempeñó principalmente como receptor.
En Venezuela comenzó su carrera en 1995 con el equipo Pastora de Occidente (luego Pastora de Los Llanos y Bravos de Margarita). En el año 2012 pasa a los Navegantes del Magallanes tras un cambio que involucró a los lanzadores Aníbal Sánchez y Yusmeiro Petit. En enero de 2015 anunció su retiro como jugador activo. También vistió las camisetas de los Tigres de Aragua y Leones del Caracas, más en este caso fue sólo en calidad de refuerzo para la postemporada y Serie del Caribe, respectivamente.
Tras su retiro, se desempeñó como coach de banca con los Tiburones de La Guaira y Navegantes del Magallanes.
En marzo de 2018 fue designado como mánager de los Tigres de Aragua.